# Underwood, Tasmanien
Underwood är en ort i Australien. Den ligger i kommunen Launceston och delstaten Tasmanien, i den sydöstra delen av landet, omkring 180 kilometer norr om delstatshuvudstaden Hobart.
Runt Underwood är det ganska glesbefolkat, med 26 invånare per kvadratkilometer.. Närmaste större samhälle är Launceston, omkring 18 kilometer söder om Underwood.
I omgivningarna runt Underwood växer i huvudsak städsegrön lövskog. Genomsnittlig årsnederbörd är 1 078 millimeter. Den regnigaste månaden är augusti, med i genomsnitt 150 mm nederbörd, och den torraste är januari, med 35 mm nederbörd.